# Mitropacup 1969
De Mitropacup 1969 was de 29e editie van deze internationale voetbalbeker en voorloper van de huidige Europacups.
De 16 deelnemende clubs kwamen ook dit jaar uit Hongarije, Italië, Joegoslavië, Oostenrijk en Tsjechoslovakije. Dit jaar werden alle confrontaties ook weer in een thuis- en uitwedstrijd gespeeld. In december 1968 werd er al met het toernooi van start gegaan.
 Eerste ronde 
| Winnaar                   | Land                 | Uitslagen | Land                 | Verliezer         |
| ------------------------- | -------------------- | --------- | -------------------- | ----------------- |
| Inter Slovnaft Bratislava | Vlag van Tsjechië    | 3-0 , 0-1 | Vlag van Italië      | Palermo FBC       |
| Sklo Union Teplice        | Vlag van Tsjechië    | 3-3 , 3-0 | Vlag van Hongarije   | Tatabánya Bányász |
| Vasas Boedapest           | Vlag van Hongarije   | 4-3 , 2-1 | Vlag van Oostenrijk  | Sturm Graz        |
| Zeljeznicar Sarajevo      | Vlag van Joegoslavië | 1-0 , 1-0 | Vlag van Hongarije   | Honvéd Boedapest  |
| SK Admira Wien            | Vlag van Oostenrijk  | 2-2 , 3-0 | Vlag van Joegoslavië | Vardar Skopje     |
| Wiener Sport-Club         | Vlag van Oostenrijk  | 1-0 , 1-2 | Vlag van Italië      | Cagliari Calcio   |
| Rode Ster Belgrado        | Vlag van Joegoslavië | 4-2 , 5-1 | Vlag van Italië      | Atalanta Bergamo  |
| Baník Ostrava             | Vlag van Tsjechië    | 4-1 , 1-2 | Vlag van Joegoslavië | Hajduk Split      |

 Kwart finale 
| Winnaar                   | Land                 | Uitslagen | Land                 | Verliezer          |
| ------------------------- | -------------------- | --------- | -------------------- | ------------------ |
| Inter Slovnaft Bratislava | Vlag van Tsjechië    | 2-2 , 1-1 | Vlag van Oostenrijk  | SK Admira Wien     |
| Sklo Union Teplice        | Vlag van Tsjechië    | 1-1 , 2-0 | Vlag van Oostenrijk  | Wiener Sport-Club  |
| Vasas Boedapest           | Vlag van Hongarije   | 2-1 , 3-2 | Vlag van Joegoslavië | Rode Ster Belgrado |
| Zeljeznicar Sarajevo      | Vlag van Joegoslavië | 1-1 , 4-0 | Vlag van Tsjechië    | Baník Ostrava      |

 Halve finale 
| Winnaar                   | Land              | Uitslagen | Land                 | Verliezer            |
| ------------------------- | ----------------- | --------- | -------------------- | -------------------- |
| Inter Slovnaft Bratislava | Vlag van Tsjechië | 2-2 , 1-0 | Vlag van Hongarije   | Vasas Boedapest      |
| Sklo Union Teplice        | Vlag van Tsjechië | 1-1 , 2-1 | Vlag van Joegoslavië | Zeljeznicar Sarajevo |

 Finale 
| WINNAAR                   | Land              | Uitslagen | Land              | FINALIST           |
| ------------------------- | ----------------- | --------- | ----------------- | ------------------ |
| Inter Slovnaft Bratislava | Vlag van Tsjechië | 4-1 , 0-0 | Vlag van Tsjechië | Sklo Union Teplice |

1927 · 1928 · 1929 · 1930 · 1931 · 1932 · 1933 · 1934 · 1935 · 1936 · 1937 · 1938 · 1939 · 1940 · 1951 · 1955 · 1956 · 1957 · 1958 · 1959 · 1960 · 1961 · 1962 · 1963 · 1964 · 1965 · 1966 · 1967 · 1968 · 1969 · 1970 · 1971 · 1972 · 1973 · 1974 · 1975 · 1976 · 1977 · 1978 · 1980 · 1981 · 1982 · 1983 · 1984 · 1985 · 1986 · 1987 · 1988 · 1989 · 1990 · 1991 · 1992